# 丹尼·托倫斯
丹尼·托倫斯（英語：Danny Torrance）是一名虛構角色，第一次出現在史蒂芬·金的1977年小說《閃靈》，他是擁有一種稱為「閃靈」心靈能力的小孩。他的父親是傑克·托倫斯，而母親是溫蒂·托倫斯。這角色也出現在1980年改編電影《閃靈》中，由丹尼·勞埃德飾演。1997年電視迷你劇中，由科特蘭·米德飾演。
2013年，史蒂芬·金出版了小說《安眠醫生》，該書是1977年小說的續集，主角是成年的丹尼·托倫斯。華納兄弟公司製作了小說的改編電影，由伊旺·麥奎格飾演成年的丹尼·托倫斯。該片於2019年11月上映。

## 登場作品
小說
- 《閃靈》（1977年）——作者：史蒂芬·金
- 《安眠醫生》（2013年）——作者：史蒂芬·金

電影
- 《閃靈》（1980年）——丹尼·勞埃德飾演
- 《安眠醫生》（2019年）——伊旺·麥奎格飾演成年版，Roger Dale Floyd飾演年輕版

其他
- （1997年）——迷你劇，科特蘭·米德（英语：Courtland Mead）飾演小孩版，威爾·霍納夫（英语：Wil Horneff）飾演成年版
- 《閃靈（英语：The Shining (opera)）》（2016年）——歌劇，Alejandro Vega飾演

## 深入閱讀
- Figliola, Samantha. . Magistrale, Tony  (编). . Summer Institute of Linguistics and the University of Texas. Borgo Press. 2008: 54–61. ISBN 978-1-55742-133-3.
- Pacolet, Joeri. . . Routledge. 2019. ISBN 978-0-8153-9672-7.